# Guillermo de la Marca del Norte
Guillermo (m. el 10 de septiembre del 1056) fue el margrave de la Marca del Norte desde 1051 hasta su muerte. Era el hijo mayor y sucesor del margrave Bernardo y de una hija de Vladimiro el Grande. Murió combatiendo a los eslavos en la batalla de Pritzlawa. A su muerte, le sucedió su medio hermano Otón como margrave de la Marca del Norte.